# Clonacris finoti
Clonacris finoti är en insektsart som först beskrevs av Kirby, W.F. 1914.  Clonacris finoti ingår i släktet Clonacris och familjen gräshoppor. Inga underarter finns listade i Catalogue of Life.